# George Alexander (polityk)
George Alexander (ur. 21 września 1839, zm. 2 sierpnia 1923) – amerykański polityk, dwudziesty ósmy burmistrz Los Angeles.
W wieku 11 lat przypłynął z rodzicami do Stanów Zjednoczonych, osiedlając się w Chicago. Uczestniczył w Wojnie Secesyjnej po stronie Unii, do Los Angeles przeprowadził się w 1866 roku. Około 1890 roku rozpoczął pracę w sektorze publicznym, najpierw jako inspektor w miejskim departamencie ulic, następnie w biurze Rachmistrza Hrabstwa (County Recorder). Wybrany na lata 1901–1907 do Rady Nadzorczej Hrabstwa Los Angeles (Los Angeles County Board of Supervisors).
Urząd burmistrza sprawował od 26 marca 1909 do 1 lipca 1913. W granice miasta włączył dzisiejsze dzielnice: San Pedro, Hollywood i Wilmington. Za jego rządów powołano szereg komisji miejskich oraz otwarto Los Angeles County Museum of Science, Industry and Art oraz wybudowano obserwatorium astronomiczne Griffith Observatory.